# Pseudameira minutissima
Pseudameira minutissima är en kräftdjursart som beskrevs av Albert Monard 1928. Pseudameira minutissima ingår i släktet Pseudameira och familjen Ameiridae. Inga underarter finns listade i Catalogue of Life.